# Sebastes matsubarai
Sebastes matsubarai és una espècie de peix pertanyent a la família dels sebàstids i a l'ordre dels escorpeniformes.

## Etimologia
El seu nom científic fa referència a l'ictiòleg Shin-Nosuke Matsubara, el qual fou un professor de la Universitat de Tòquio, líder d'una expedició al voltant del Japó a mitjans del segle xix i traductor del zoòleg alemany Franz Martin Hilgendorf.

## Descripció
Fa 60 cm de llargària màxima i, morfològicament parlant, és força similar a Sebastes aleutianus i Sebastes melanostictus.

## Reproducció
És de fecundació interna i vivípar.

## Alimentació
El seu nivell tròfic és de 3,12.

## Hàbitat i distribució geogràfica
És un peix marí, demersal (entre 310 i 383 m de fondària) i de clima temperat, el qual viu al Pacífic nord-occidental: les àrees rocalloses del nord del Japó, incloent-hi el mar del Japó.

## Observacions
És inofensiu per als humans i el seu índex de vulnerabilitat és d'alt a molt alt (71 de 100)